# Dominique Maltais
Dominique Maltais (n. 9 noiembrie 1980, Petite-Rivière-Saint-François⁠(d), provincia Québec, Canada) este o sportivă ce a reprezentat Canada, medaliată olimpică. A participat la 3 ediții ale Jocurilor Olimpice (2006, 2010, 2014) în care a câștigat o medalie de argint și o medalie de bronz.